# Лоілен (округ)
Лоілен — округ штату М'янми Шан. Він поділяється на 9 районів з адміністративним центром у місті Лоілен.

## Адміністративний поділ
1. Лойлен (Loilen)
2. Нансан (Nansang)
3. Кунхін (Kunhing)
4. Лайкха (Laihka)
5. Четі (Kyethi)
6. Монкаун (Mongkaung)
7. Монсху (Monghsu)
8. Монпан (Mongpan)